# Rama Agung
Rama Agung is een bestuurslaag in het regentschap Bengkulu Utara van de provincie Bengkulu, Indonesië. Rama Agung telt 2590 inwoners (volkstelling 2010).